# Fiume Veneto
Fiume Veneto é uma comuna italiana da região do Friuli-Venezia Giulia, província de Pordenone, com cerca de 10.111 habitantes. Estende-se por uma área de 35 km², tendo uma densidade populacional de 289 hab/km². Faz fronteira com Azzano Decimo, Casarsa della Delizia, Chions, Pordenone, San Vito al Tagliamento, Zoppola.

## Demografia
| Variação demográfica do município entre 1861 e 2011                               |
|                                                                                   |
| Fonte: Istituto Nazionale di Statistica (ISTAT) - Elaboração gráfica da Wikipedia |